# RC Bruxelles
O Royal Racing Club de Bruxelas foi um clube de futebol da Bélgica, localizado em Bruxelas. Fundado em 1890 como clube de atletismo, a seção de futebol abriu em 1894.
No ano seguinte, ele foi um dos membros fundadores da União Belga, dominando os primeiros anos do campeonato, ganhando 6 títulos nas primeiras 13 temporadas. Ele também é o vencedor da primeira Copa da Bélgica em 1912. Após a Primeira Guerra Mundial o clube oscilou entre a primeira e a terceira divisões, nunca conseguindo recuperar a sua antiga glória. Em 1963, em dificuldades financeiras, ele se fundiu com a White Star.

## Títulos
- Primeira Divisão Belga: (6)
  - 1896-97, 1899-00, 1900-01, 1901-02, 1902-03, 1907-08
- Copa da Bélgica: (1)
  - 1911–12
- Segunda Divisão Belga: (3)
  - 1926, 1932, 1942
- Terceira Divisão Belga: (2)
  - 1939, 1959